# Городоцький історико-краєзнавчий музей
Городоцький історико-краєзнавчий музей — музей у місті Городок на Львівщині, розташований на першому поверсі приміщення Городоцької міської ратуші, що на майдані Гайдамаків, 6. Повна назва — комунальна установа «Городоцький історико-краєзнавчий музей» Городоцької міської ради Львівської області.

## Історія
Городоцький історико-краєзнавчий музей заснований Городоцькою районною радою згідно рішення № 150 від 18 квітня 2007 року і підпорядковується відділу культури Городоцької районної державної адміністрації. Офіційне, урочисте відкриття музею відбулося 22 січня 2010 року.

## Експозиція і фонди
Музейна експозиція розташована у трьох кімнатах, де представлені різноманітні речі, які в основному датуються кінцем XIX — початком XX століття. Висвітлення історії краю здійснюється за темами:
- археологічні знахідки на Городоччині;
- визвольна війна Богдана Хмельницького і битва під Городком 1655 року;
- визвольні змагання 1918—1920 років: Вовчухівська операція УГА;
- предмети господарського вжитку, народного одягу та ужиткового мистецтва.

Перша кімната оснащена вітринами з археологічними знахідками краю. Наприклад, є кремній, вік якого сягає XIII століття, а також предмети бронзової та залізної доби, давні фібули тощо. Стенди першого залу знайомлять з історією Городка та причетних до міста відомих людей. Тут також експонуються військові предмети часів першої та другої світових воєн,а також більш сучасні речі часів Революції гідності та антитерористичної операції на сході України.
У другому, найбільшому залі музею можна оглянути предмети побуту (старовинний посуд, одяг, меблі, вишивані картини), музичні інструменти та чимало експонатів релігійного характеру (дерев'яна вервиця, плащаниця, образи). На одній зі стін розміщені підбірки відзнак української держави, українських військових формувань та різних товариств: Українська Народна Республіка, Українська галицька армія, Українські січові стрільці, «Сокіл», «Січ», «Пласт», а також часу другої світової війни. У кімнаті зберігаються старі книги та матеріали про відомих особистостей Городоцького району.
Найціннішими експонатами є вишиванка з особливим городоцьким швом (налічує близько 120 років); носова хустинка, вишита риб'ячою кісткою на засланні; наволочка на подушку та шкільна сумка відомої української піаністки Ольги-Олександри Бажанської-Озаркевич.
У третьому залі — картинна галерея.
Загальна кількість експонатів перевищує 800, частина з яких зберігається у фондах.
В музеї окрім постійної експозиції також проводяться різноманітні культурно-мистецькі заходи, зокрема: літературний фестиваль «ЛітСпектр» у 2009 році, мистецька виставка «Світовид» у 2010 році, виставка «Крізь терни катакомб до Світлого Воскресіння» присвячена 20-річчю виходу УГКЦ з підпілля, зустріч з родиною блаженного священномученика о. Романа Лиска, остання прижиттєва виставка о. Дмитра Блажейовського «Ікона мальована ниткою» — у 2011 році.
Музей співпрацює та координує просвітницьку роботу з іншими установами, зокрема з Львівським фаховим коледжем декоративно-прикладного та ужиткового мистецтва імені Івана Труша, Львівським історичним музеєм та ін.
У 2024 році музей отримав від благодійниці з Городка п'ять вишитих сорочок, яким понад сто років.